# Cryphia diehli
Cryphia diehli is een vlinder uit de familie uilen (Noctuidae). De wetenschappelijke naam van deze soort is voor het eerst geldig gepubliceerd in 1960 door Boursin.
De soort komt voor in tropisch Afrika.